# Donieber Alexander Marangon
Donieber Alexander Marangon (Jundiaí, 22 oktober 1979) - voetbalnaam Doni - is een voormalig Braziliaans doelman in het betaald voetbal. Liverpool FC nam hem in juli 2011 over van AS Roma, waar hij sinds augustus 2005 onder contract stond. In juni 2007 debuteerde hij in het Braziliaans voetbalelftal.
In 2012 kreeg hij een hartaanval.
In augustus 2013 moet hij stoppen in verband met hartklachten. 

## Cluboverzicht
| Seizoen  | Club                    | Competitie                    | Wedstrijden | Doelpunten |
| -------- | ----------------------- | ----------------------------- | ----------- | ---------- |
| 2001-'04 | SC Corinthians Paulista | Campeonato Brasileiro         | 59          | 0          |
| 2004     | Cruzeiro EC             | Campeonato Brasileiro         | 6           | 0          |
| 2005     | EC Juventude            | Campeonato Brasileiro Série B | 20          | 0          |
| 2005-'11 | AS Roma                 | Serie A                       | 149         | 0          |
| 2011-'13 | Liverpool FC            | Premier League                | 4           | 0          |

1 Helton ·
2 Maicon ·
3 Alex ·
4 Juan ·
5 Mineiro ·
6 Gilberto Melo ·
7 Elano ·
8 Gilberto Silva  ·
9 Vágner Love ·
10 Diego ·
11 Robinho ·
12 Doni ·
13 Dani Alves ·
14 Alex Silva ·
15 Naldo ·
16 Kléber ·
17 Josué ·
18 Fernando Menegazzo ·
19 Júlio Baptista ·
20 Anderson ·
21 Afonso Alves ·
22 Fred ·
Coach: Dunga
1 Júlio César ·
2 Maicon ·
3 Lúcio  ·
4 Juan ·
5 Felipe Melo ·
6 Michel Bastos ·
7 Elano ·
8 Gilberto Silva ·
9 Luís Fabiano ·
10 Kaká ·
11 Robinho ·
12 Gomes ·
13 Dani Alves ·
14 Luisão ·
15 Thiago Silva ·
16 Gilberto Melo ·
17 Josué ·
18 Ramires ·
19 Júlio Baptista ·
20 Kléberson ·
21 Nilmar ·
22 Doni ·
23 Grafite ·
Coach: Dunga